# Bronisław Ziemianin
Bronisław Ziemianin (ur. 24 marca 1935 w Głogowie Małopolskim, zm. 30 sierpnia 2019 w Szczecinie) – prawnik, profesor zwyczajny, profesor nauk prawnych, specjalista prawa cywilnego i prawa handlowego, radca prawny.

## Wykształcenie
Syn Józefa i Katarzyny. Ukończył studia na Wydziale Prawa i Administracji Uniwersytetu im. Adama Mickiewicza w Poznaniu. W 1977 roku uzyskał tam stopień doktora nauk prawnych, natomiast w 1986 roku – stopień doktora habilitowanego nauk prawnych. W 2000 roku Prezydent RP nadał mu tytuł profesora nauk prawnych.

## Publikacje
- Handel agencyjny. Zagadnienia organizacyjno-prawne, Warszawa 1979,
- Organy przedsiębiorstwa państwowego, Szczecin 1985,
- Samorządne przedsiębiorstwo państwowe, Warszawa 1987,
- Prawo cywilne. Część ogólna, Poznań 1999, 2002, 2003 (współautor wydania z 2007 r.: Zbigniew Kuniewicz),
- Prawo rzeczowe, Kraków 2003 (współautor wydania z 2008 r.: Katarzyna Dadańska),
- Prawo zobowiązań. Część ogólna, Warszawa 2013 (współautor: Edmund Kitłowski).

## Sprawowane funkcje
Pełnił wiele czołowych funkcji na Wydziale Prawa i Administracji Uniwersytetu Szczecińskiego, jak i poza nim:
- dziekan WPiA Uniwersytetu Szczecińskiego (1990–1996)
- kierownik Katedry Prawa Cywilnego i Handlowego WPiA Uniwersytetu Szczecińskiego (1986–2010)
- członek Komitetu Nauk Prawnych PAN (1994–2005)
- ekspert Sejmowej Komisji do Spraw Samorządu Pracowniczego Przedsiębiorstw Państwowych (1981–1989)
- kierownik Zakładu Obrotu Towarowego i Usług w Politechnice Szczecińskiej (1978–1980)
- zastępca kierownika Studium Administracyjnego Wyższej Szkoły Pedagogicznej w Szczecinie (1981–1985)

Później pracował na następujących stanowiskach:
- profesor w Katedrze Prawa Cywilnego i Handlowego WPiA Uniwersytetu Szczecińskiego
- profesor w Wyższej Szkole Administracji Publicznej w Szczecinie

## Odznaczenia
Został odznaczony Srebrnym Krzyżem Zasługi, Krzyżem Kawalerskim, Krzyżem Oficerskim (1999) i Krzyżem Komandorskim (2004) Orderu Odrodzenia Polski, a także wieloma odznaczeniami resortowymi, zawodowymi i regionalnymi, w tym Medalem za Zasługi dla Miasta Szczecina.